# Phaeophilacris tenuis
Phaeophilacris tenuis är en insektsart som beskrevs av Lucien Chopard 1969. Phaeophilacris tenuis ingår i släktet Phaeophilacris och familjen syrsor. Inga underarter finns listade i Catalogue of Life.